# Рибейро, Андерсон
А́ндерсон Ме́ндес Рибе́йро (порт. Anderson Mendes Ribeiro; род. 2 июля 1981, Порту-Алегри) — бразильский футболист, нападающий. Бо́льшую часть карьеры провёл в украинских клубах, выступал за 4 харьковских команды — «Арсенал», «Гелиос» «Металлист» и ФК «Харьков», а также за запорожский «Металлург».

## Биография
Андерсон Мендес Рибейро родился в городе Порту-Алегри в Бразилии. Прошёл школу клуба «Интернасьонал», где тренировался с такими футболистами, как Даниэл Карвальо и Диого Ринкон.
В 2002 году тренер харьковского «Арсенала» Владимир Чумак заметил Андерсона Рибейро в Бразилии и пригласил в украинский клуб. Несмотря на то, что этот клуб тогда выступал в Первой лиге, Рибейро принял предложение в зимнее межсезонье 2002/03. Таким образом он стал первым бразильским футболистом в этом клубе. Сперва Рибейро с трудом адаптировался на Украине, но уже примерно через один год выучил русский язык, полюбил украинскую кухню. Быстро стал любимцем местных болельщиков, которые ценили его за открытость в общении и игровые качества. В сезоне 2003/04 стал лучшим бомбардиром команды, забив 15 голов. Всего в харьковском «Арсенале» он провёл 56 матчей и забил 18 голов.
С 2005 по 2009 год выступал за клуб «Харьков», где являлся одним из лидеров команды. Летом 2010 года подписал двухлетний контракт с запорожским «Металлургом». В составе команды в чемпионате Украины дебютировал 9 июля 2010 года в выездном матче против киевского «Арсенала» (1:0). В октябре 2010 года вместе с клубом завоевал Кубок Кучеревского, в финале обыграв днепропетровский «Днепр» (2:3). По итогам сезона 2010/11 «Металлург» занял последнее 16 место и вылетел в Первую лигу Украины. В том сезоне Рибейро провёл 7 матчей и забил 1 мяч (в матче с «Оболонью») в чемпионате и 1 матча в Кубке. Рибейро не смог стать основным игроком команды из-за травмы в середине сезона.

## Личная жизнь
В его семье шестеро братьев, Андерсон является самым младшим. Встречается с украинской девушкой по имени Оля, с которой познакомился в Харькове. Свободно владеет русским языком.